# B come Sabato
B come Sabato è stata una trasmissione televisiva calcistica in onda nel 2018 su Rai 2 con la conduzione di Andrea Delogu e Gabriele Corsi con Marco Mazzocchi e la partecipazione di Gigi e Ross. Il programma andava in onda in diretta dallo studio 2 del Centro di produzione Rai di Napoli.

## Il programma
Al via dal 15 settembre 2018, il programma seguiva, sul modello di Quelli che il calcio, gli incontri del sabato pomeriggio di Serie B e l'anticipo del sabato alle 15.00 di Serie A con inviati che seguono le partite in diretta dalla tribuna.
Nel programma si dava spazio anche ad aggiornamenti sulla Premier League e su altri eventi sportivi del sabato pomeriggio.
Parte del programma inoltre era dedicata ad altri sport: ogni settimana sono ospiti i campioni d'Italia di varie discipline sportive più o meno conosciute (come tiro con la fionda, braccio di ferro, morra, frisbee, cheerleading ecc.) che spiegano al pubblico le regole del proprio sport oltre a cimentarsi in varie sfide insieme agli altri ospiti del programma. Il programma è stato chiuso il 30 dicembre 2018 a causa dei bassi ascolti.
La versione radiofonica del programma è andata in onda su Rai Radio 2 con la conduzione di Angela Rafanelli e Mauro Casciari.

## Edizioni
| Edizione | Inizio            | Fine             | Rete  | Sede                                         | Conduzione                     | Regia               |
| -------- | ----------------- | ---------------- | ----- | -------------------------------------------- | ------------------------------ | ------------------- |
| 1        | 15 settembre 2018 | 30 dicembre 2018 | Rai 2 | Studio 2, Centro di produzione Rai di Napoli | Andrea Delogu e Gabriele Corsi | Cristiano D'Alisera |